# ناهضات مستقبل الميلاتونين
ناهضات مستقبلات الميلاتونين هي نظائر للميلاتونين ترتبط بمستقبلات الميلاتونين وتفعّلها. لناهضات مستقبلات الميلاتونين عدد من التطبيقات العلاجية بما في ذلك علاج اضطرابات النوم والاكتئاب. كان الدافع وراء اكتشاف ناهضات مستقبلات الميلاتونين وتطويرها هو الحاجة إلى النظائر الأكثر فعالية من الميلاتونين، مع حركية دوائية أفضل وعمر نصف أطول. طُوِّرت ناهضات مستقبلات الميلاتونين باستخدام بنية الميلاتونين كنموذج.
مستقبلات الميلاتونين هي مستقبلات مقترنة بالبروتين ج، ويُعبَّر عنها في أنسجة الجسم المختلفة. هناك نوعان فرعيان من المستقبل لدى البشر: مستقبل الميلاتونين 1، ومستقبل الميلاتونين 2. يرتبط كل من الميلاتونين وناهضات مستقبلات الميلاتونين، سواء الموجودة في السوق أو في التجارب السريرية، ويفعّل كلا نوعي المستقبل. استقصِي ارتباط الناهضات بالمستقبلات منذ عام 1986، ومع ذلك لا يزال غير مفهوم تمامًا. عندما ترتبط ناهضات مستقبلات الميلاتونين بمستقبلاتها وتفعّلها، فإنها تسبب العديد من العمليات الفيزيولوجية.

## التاريخ
عام 1917، اكتشف مكورد وألين الميلاتونين نفسه. في عام 1958، عزل آرون ب. ليرنر وزملاؤه مادة ن-أستيل-5-ميثوكسيفريبتامين، وأطلقوا عليها اسم الميلاتونين. حُدِّدت مواقع ارتباط الميلاتونين ذات الألفة العالية دوائياً في دماغ الأبقار عام 1979. استنسِخ أول مستقبل ميلاتونيني من الخلايا الحاملة للصباغ لدى القيطم الأفريقي (فصيلة من الضفادع) عام 1994. في 1994 – 1995، حدد ريبيرت وزملاؤه معالم مستقبلات الميلاتونين واستنسخوها لدى الإنسان.
كان TIK-301 ((PD-6735, LY-156,735 في المرحلة الثانية من التجارب السريرية في الولايات المتحدة منذ عام 2002. صنفت إدارة الغذاء والدواء الأمريكية TIK-301 بأنه دواء يتيم في مايو 2004، لاستخدامه كعلاج لاضطراب نوم الإيقاع اليوماوي لدى الأفراد المكفوفين الذين ليس لديهم إدراك للضوء، والأشخاص الذين يعانون من خلل الحركة المتأخر. عام 2005، جرت الموافقة على راميلتيون (روزيريم) في الولايات المتحدة لعلاج الأرق، والذي يتميز بصعوبة النوم، عند البالغين. جرت الموافقة على الميلاتونين في شكل ذو تحرر مطوّل (الاسم التجاري سيركادين) عام 2007 في أوروبا (الاتحاد الأوروبي) لاستخدامه كعلاج قصير الأمد، لدى المرضى الذين تبلغ أعمارهم 55 عامًا أو أكثر، من أجل الأرق الأولي (نوعية النوم الرديئة). إن المنتجات التي تحتوي على الميلاتونين متاحة بصفتها مكمل غذائي في الولايات المتحدة وكندا. عام 2009، جرت الموافقة على أغوميلاتين (فالدوكسان، ميليتور، ثيماناكس) في أوروبا، والذي يستطب إعطائه أيضًا لعلاج اضطراب الاكتئاب الشديد لدى البالغين. عام 2010، صنفت إدارة الغذاء والدواء تاسيميلتون بأنه دواء يتيم من أجل المكفوفين الذين ليس لديهم إدراك للضوء مع اضطراب النوم والاستيقاظ اللايوماوي في يناير من نفس العام، وجرى الحصول على موافقة إدارة الغذاء والدواء الأمريكية النهائية لنفس الغرض في يناير 2014 تحت الاسم التجاري هيتليوز.

## مستقبلات الميلاتونين
يوجد لدى البشر نوعان فرعيان من مستقبل الميلاتونين الذي تستهدفه ناهضات الميلاتونين: مستقبل الميلاتونين 1، ومستقبل الميلاتونين 2. إنها مستقبلات مقترنة بالبروتين ج، ويعبَّر عنها في أنسجة مختلفة من الجسم، معًا أو منفردة. يُعبَّر عن مستقبل الميلاتونين 1 في العديد من مناطق الجهاز العصبي المركزي: نواة فوق التصالبة في منطقة ما تحت المهاد، والحصين، والمادة السوداء، والمخيخ، ومسارات الدوبامين المركزية، ومنطقة السقيفية البطنية والنواة المتكئة. يُعبَّر عن مستقبل الميلاتونين 1 أيضًا في شبكية العين، والمبيض، والخصية، وغدة الثدي، والدوران التاجي، والشريان الأبهر، والمرارة، والكبد، والكليتين، والجلد، والجهاز المناعي. يعبَّر عن مستقبل الميلاتونين 2 بشكل رئيسي في الجهاز العصبي المركزي، وكذلك في النسج الرئوية والقلبية والتاجية والأبهر، وعضل الرحم، والخلايا الحبيبية، والخلايا المناعية، والإثني عشر، والخلايا الشحمية.

### آلية العمل
يفعّل ارتباط الميلاتونين بمستقبلات الميلاتونين عددًا قليلاً من مسارات الإشارات. يثبط تفعيل مستقبل الميلاتونين 1 إنزيم الأدينيليل سيكلاز، ويؤدي تثبيطه إلى تأثير متموج من عدم التفعيل؛ بدءًا من تقليل تشكيل أحادي فوسفات الأدينوسين الحلقي، ثم التقدم إلى تفعيل أقل من بروتين كيناز أ، والذي بدوره يعيق فسفرة البروتين الرابط للعنصر المستجيب التابع لأحادي فوسفات الأدينوسين الحلقي إلى الشكل المفسفر. يفعّل مستقبل الميلاتونين 1 أيضًا فوسفوليباز سي، ويؤثر على القنوات الأيونية، وينظم تدفق الأيونات إلى داخل الخلية. إن ارتباط الميلاتونين بمستقبل الميلاتونين 2 يثبط إنزيم أدينيليل سيكلاز الذي يقلل من ت تشكيل أحادي فوسفات الأدينوسين الحلقي. يعيق أيضًا إنزيم جوانيليل سيكلاز وبالتالي تشكيل أحادي فوسفات الغوانوزسين الحلقي. من المحتمل أن يؤثر الارتباط بمستقبل الميلاتونين 2 على فوسفوليباز سي الذي يزيد من فعالية بروتين كيناز سي. قد يؤدي تفعيل المستقبل إلى تدفق الأيونات إلى داخل الخلية.
عندما تفعل ناهضات مستقبل الميلاتونين مستقبلاتها فإنها تسبب العديد من العمليات الفيزيولوجية. قد يكون مستقبل الميلاتونين 1 ومستقبل الميلاتونين 2 هدفًا لعلاج اضطرابات النوم اليوماوية وغير اليوماوية نظرًا لاختلافاتهما في علم الأدوية والوظيفة ضمن نواة فوق التصالبة. تعد نواة فوق التصالبة مسؤولة عن الحفاظ على دورة 24 ساعة التي تنظم العديد من وظائف الجسم المختلفة التي تتراوح من النوم إلى وظائف المناعة. حُدِّدت مستقبلات الميلاتونين في الجهاز القلبي الوعائي. تشير الأدلة من الدراسات التي أجريت على الحيوانات إلى الدور المزدوج الذي يلعبه الميلاتونين في الأوعية الدموية. يتواسط تفعيل مستقبل الميلاتونين 1 التضيق الوعائي، أما تفعيل مستقبل الميلاتونين 2 فيتوسط التوسع الوعائي. يشارك الميلاتونين في تنظيم الاستجابات المناعية لدى كل من الإنسان والحيوان من خلال تفعيل مستقبل الميلاتونين 1 ومستقبل الميلاتونين 2. ينتشر مستقبل الميلاتونين 1 ومستقبل الميلاتونين 2 في العين، ويشاركان في تنظيم إفراز الخلط المائي، وهو أمر مهم في الماء الأزرق (جلوكوما)، وكذلك في النقل الضوئي. هذه ليست قائمة كاملة لأن العديد من العمليات المحتملة تحتاج إلى مزيد من التأكيد.

## تصميم الأدوية وتطويرها
مستقبلات وبنيته الميلاتونين معروفة. لذلك بدأ الباحثون دراسة تعديلات البنية الأساسية من أجل تطوير ناهضات أفضل من الميلاتونين. أقوى، مع حركية دوائية أفضل وعمر نصفي أطول. TIK-301 (الشكل 1) هو ناهض من الفئات الأولى. إنه مشابه جدًا للميلاتونين، وقد نجح في الوصول إلى مرحلة التجارب السريرية.  قد أدى ذلك إلى مزيد من الأبحاث حول الجزيء، وبشكل أساسي استبدال الحلقة العطرية. أظهرت التعديلات المختلفة فعالية واعدة، خاصة حلقة النفثالين الموجودة في أغوميلاتين (الشكل 1).  كما أظهرت أنظمة الحلقة الأخرى نشاط ناهض الميلاتونين. من بينها إندان الموجود في راميلتيون (الشكل 1) ونظام الحلقات في تاسيميلتون.

### علاقة البنية بالنشاط
الهيكل العام للميلاتونين هو حلقة الإندول مع مجموعة الميثوكسي في الموقع 5 (مجموعة 5 ميثوكسي) وسلسلة جانبية من أسيل أمينو إيثيل في الموقع 3.  السلسلتان الجانبيتان مهمتان للارتباط بالمستقبلات وتفعيلها. قُيِّمت حلقة الإندول في جميع المواقع من خلال تأثير الاستبدالات كما هو موضح في الشكل 1.  يجري شرح كل موقع بمزيد من التفصيل أدناه:
| الموقع | الاختصار | الفعل |
| 1      | R1       | يمكن استبدالها بمجموعات صغيرة مثل الميثيل بدون تغييرات طفيفة في ألفة الارتباط. تقلل المجموعات الضخمة ألفة الارتباط والفعالية الداخلية.                                                                                 |
| 2      | R2       | تؤدي إضافة مجموعات اليود والبروم والفينيل الوظيفية إلى ناهضات ذات ألفة ارتباط أعلى تبلغ حوالي عشرة أضعاف. |
| 3      | R3       | السلسلة الجانبية أستيل أمينو إيثيل مهمة، كما ذكر من قبل. في هذا الموقع، من الممكن التحكم بفعالية الناهض والمضاد. |
| 4      | R3       | غالبًا ما يشارك في إغلاق حلقة ناهضات الميلاتونين، على الرغم من أن هذا الموقع لم يُستقصَى بشكل جيد. |
| 5      | R3       | مجموعة الميثوكسي مهمة، كما ذكرنا من قبل. الاستبدال بالهالوجينات، مثل الكلور والبروم قد أظهر ألفة ارتباط أقل. نقل مجموعة ميثوكسي إلى مواقع أخرى على حلقة الإندول، على سبيل المثال 4 أو 6 أو 7 يؤدي إلى ألفة ارتباط أقل. |
| 6      | R3       | يؤدي الاستبدال إلى ألفة ارتباط أقل، ولكن هذا الموقع مهم للحرائك الدوائية. المستقلب الرئيسي في الجسم الحي هو 6-هيدروكسي ميلاتونين.                                                                                      |
| 7      | R3       | يؤدي إدخال المجموعات في هذا الموقع عمومًا إلى ألفة ارتباط أقل. |
| β      | Rβ       | يمكن استبدالها بمجموعات صغيرة مثل الميثيل بدون تغييرات طفيفة في ألفة الارتباط. تقلل المجموعات الأكبر حجمًا ألفة الارتباط.                                                                                               |

### الارتباط والخاصية الدوائية
صُنِّع يودوميلاتونين-2 عام 1986 وكانت ربيطته المشعة، 2-[125I-ميلاتونين، مفيدة في إيجاد الأهداف الخلوية للميلاتونين. على الرغم من أن مستقبلات الميلاتونين لم تُحدّد خصائصها وتستنسخ في الإنسان حتى عام 1994، كان من الممكن البدء بإجراء دراسات الارتباط في الأنسجة المختلفة قبل ذلك الوقت.  كما هو مذكور في فصل علاقة البنية بالنشاط أعلاه، فإن مجموعات معينة مهمة للفعالية. أهم المجموعات هي مجموعة 5-ميثوكسي وسلسلة أستيل أمينو إيثيل الجانبية، لأنها ترتبط بالمستقبلات وتفعلها. مجموعة إن إتش- من حلقة الإندول ليست مهمة للارتباط والتفعيل. لذلك من الممكن استبدالها بأنظمة الحلقة العطرية الأخرى. تحمل الحلقة العطرية وسلسلة إيثيل الجانبية المسافة الصحيحة بين هاتين المجموعتين. المسافة الصحيحة هي مفتاح الارتباط الجيد، وهي أكثر أهمية من نوع نظام الحلقة العطرية الذي يحتويه النظير. لذلك من الممكن استخدام أنظمة حلقات مختلفة في نظائر مستقبلات الميلاتونين، إذا كانت المسافة مناسبة.
تتكون مستقبلات الميلاتونين من بروتينات تبلغ نحو 40 كيلو دالتون لكل منها. يرمّز مستقبل الميلاتونين 1 350 حمضًا أمينيًا، بينما يرمّز مستقبل الميلاتونين  362حمضًا أمينيًا. إن ارتباط الميلاتونين ونظائره بالمستقبلات غير معروف تمامًا. مساحة ربط الميلاتونين ونظائره على مستقبل الميلاتونين 1 أصغر من تلك الموجودة على مستقبل الميلاتونين 2. تركز الاستقصاءات عادة على جيوب رابطة للسلسلتين الجانبيتين. فُحِص الجيب الرابط لمجموعة 5 ميثوكسي أكثر من الجيب الآخر. يتفق الباحثون على أن الأكسجين في المجموعة يرتبط بثمالة الهيستيدين في المجال العابر للغشاء 5 للمستقبل برابطة هيدروجينية؛ هيستيدين 195 في مستقبل الميلاتونين 1 وهيستدين 208 في مستقبل الميلاتونين 2. يشارك حمض أميني آخر، هو فالين 192، في ربط مجموعة 5 ميثوكسي من خلال الارتباط بجزء الميثيل من المجموعة.
إن ارتباط مجموعة ن-أستيل أكثر تعقيدًا ومدروس بشكل أقل. تختلف الأحماض الأمينية المهمة في الجيب الرابط لهذه المجموعة بين المستقبلين. يبدو أن ثملتي السيرين: سيرين 110 وسيرين 114، في المجال العابر للغشاء 3، مهمتان للارتباط بمستقبل الميلاتونين 1. على أي حال، من المرجح أن يكون الأسباراجين 175 الموجود في المجال العابر للغشاء 4 مهمًا لمستقبل الميلاتونين 2.  يساهم نظام الحلقة العطرية في الميلاتونين ونظائره على الأرجح في بعض ألفة الارتباط من خلال الارتباط بحلقات عطرية من الأحماض الأمينية فينيل ألانين وتربتوفان في المستقبل. تكون الروابط المتشكلة عبارة عن تفاعلات فان دير فالس. إن ربط ن-أستيل وجيب الربط، وربط نظام الحلقة، والمجالات المهمة، معروفة إلى حد ما وتحتاج إلى مزيد من الاستقصاء.
تستهدف مبيدات الكربامات مستقبلات الميلاتونين البشري.